# REVOLUTION+1
『REVOLUTION+1』（レボリューション・プラス・ワン）は、2022年公開の日本映画。監督は足立正生。2022年7月8日に発生した安倍晋三銃撃事件の実行犯を題材にしている。

## 概要
2022年7月8日に発生した安倍晋三銃撃事件の実行犯とされる男をモデルにしたフィクション作品で、犯人の半生を描く。
2022年9月15日、タイトルと主演を発表。故安倍晋三国葬儀の実施前日となる9月26日および当日である27日、日本全国の十数か所のミニシアターにて50分の特別版が緊急上映。その後、同年12月24日に75分の完成版が公開された。
映画の企画者は、『止められるか、俺たちを』の脚本家である井上淳一。安倍の銃撃事件後、足立正生へ電話したところ、映画製作への思いは同じだった。井上は足立に電話をする30分ほど前まである大手メディアの女性記者と電話で話をしていた。事件発生当時は、事件と関わりある背後団体が旧・統一教会（世界平和統一家庭連合）であることをどこも明らかにせず、「特定の宗教団体」としていた。記者は電話口で井上に、この状態を「ひどい」と嘆いた。このため、のちに井上は「（彼女が）この映画の真の企画者だと思う」と話している。この女性記者は、安倍に関して「多くのメディアがかなりエモーショナルに書いている一方で、容疑者については淡々と事実が出てくる中で、ホントにちょっとしか報道されず、容疑者の方にすごく感情移入した。『いま報道ができないのであれば、これは映画の仕事じゃないですか？』と偉そうなことを、井上さんに言ってしまった」と語った。脚本は井上淳一と足立の共作であり、第1稿は8月初旬に僅か3日間で書き上げている。ライブハウスを経営するロフトプロジェクトの出資が決まり、8月末にクランクインした。製作費は700万円強。音楽は大友良英。
主人公が、獄中で回想するという形式をとる。
監督の足立は「事件を知って、大変なことが起こったと思うと同時に、映画を作ってきた身としては、これは映画で表現すべきだと感じました」「（被疑者の）内面に迫ろうと思いました」と語り、「国葬にあらがいたい。事件は決して許されないが、カルト2世の痛みや苦しみを感じてほしい」としている。また毎日新聞の取材に対し、「容疑者を英雄視しているわけではなく、犯行に至る内面を見つめ、問題提起したかった」と語った。
撮影期間は約6日半。内容が報道陣などに明らかにされると、抗議や妨害が考えられること、撮影場所確保が困難になるという想定から、猛スピードで撮影を進めた。埼玉の鉄工所跡にセットを組み、籠るように撮影を行った。井上の第一稿では「川上の妹が兄に影響されて、自転車に爆弾を積んで国会議事堂か国葬の行われる日本武道館に突っ込んで爆発する」というラストだったが、足立はそんなカタルシスでは解決しない、また、暴力革命は敗北してきたという経験則から却下。一方で「こんな社会おかしいだろ」という問いは（暴力にしろ、言論にしろ）闘争でしか始まらない、その第一歩という意味を踏まえて『REVOLUTION+1』というタイトルになったという。
川上の妹がラストに放つ「きっと世間は『テロだ』『狂った行動だ』、みんな言いたい放題に野次を飛ばすよね。『民主主義の敵だ』って言うバカもいる。でも、民主主義を壊したのは安倍さんのほうだよ。誰が考えても民主主義の敵を攻撃したのは兄さんだよ。だから、私は尊敬するよ」という発言について、足立は「これは私が言いたいセリフでもある。兄がとった行動そのものは賛成できない。しかし、犯行はともかく、ちゃんと兄が正面から自分と向き合ったというのは評価すると。映画の中で、妹はカメラに向かって話す。映画では禁じ手だが、そのくらい強く主張したかった」と語っている。また、銃撃シーンについて、「僕も鉄砲を持って活動していたが、一時は暴力を必要悪として是認しながらやっていた。しかし、どうもそれは間違いだというところからスタートしている部分がある。彼個人が向き合っていた、決着をつけるために銃を作らざるを得ないというところまでいった過程が一番重要だ。彼が凶行に出なかったら、もう1つの方法は自分に決着をつけることだろう。『銃撃したのは反対だ』と言うけれども、自分を消滅させるというのも間違いだ。自殺しないでやるとしたらどういうことがあるのかを妹に言わせたかった」と語っている。
日本赤軍の元メンバーとして知られる足立は、「1977年に日本赤軍が起こしたダッカ・ハイジャック事件の時の官房長官が安倍晋三の父の安倍晋太郎。この事件が原因で晋太郎が狙っていた次期総理の目がつぶれたとか。そのためか海外の映画祭に招待されても安倍晋三政権の外務省はオレの渡航申請を却下し続けた。60年安保では安倍晋三の祖父の岸信介首相と命をかけて闘ったし、安倍家3代は不倶戴天の敵。3代目の晋三の銃殺事件をテーマにした映画を撮るなんて因縁めいてるよね」と語っている。

## あらすじ
主人公の川上達也の母は、父の自殺後に統一教会に身を投じて多額の献金を行い、子供3人は貧しい生活を強いられる。妹は「ハンバーグを週1でいいから食べたい」と泣くがそれを母が叱る。さらに、片目を失明した兄の自殺も重なる。やがて川上は、教団が自分の人生を狂わせたと考え、手製銃の製作に取り掛かり、母が信じる宗教と関係の深い安倍晋三の暗殺計画を実行に移す。

## キャスト
- 川上達也 - タモト清嵐
- 達也の母 - 岩崎聡子
- 達也の父 - 髙橋雄祐
- 達也の兄 - 紫木風太
- 達也の妹 - 前迫莉亜
- 若い女 - 森山みつき
- 若くない女 - イザベル矢野
- 父の友人・安田 - 木村知貴

## スタッフ
- 監督 - 足立正生
- 脚本 - 井上淳一、足立正生
- 企画 - 足立正生、井上淳一
- プロデューサー - 加藤梅造、藤原恵美子
- エグゼクティブプロデューサー - 平野悠
- 撮影 - 高間賢治
- 照明 - 上保正道
- 美術 - 黒川通利
- 音響 - 藤林繁
- 音楽 - 大友良英
- 編集 - 蛭田智子
- 助監督 - 鎌田義孝、能登秀美
- スチール - 西垣内牧子
- キャステイング - 井上淳一

## 反響
国葬の日に合わせて特別版を公開したことを問題視する意見や、犯行を正当化しているとして、一部の保守派からは公開前より批判が相次いだ。本作を「精神的に行き詰まっていく様を丁寧に追っている」「客観的に容疑者を描こうとしている」などと好意的に報じた朝日新聞にも一部では批判の矛先が向けられた。抗議を受けて予定されていた特別版の上映を中止する映画館もあった。

## 批評
ジャーナリストの青木理は『サンデー毎日』2022年10月16・23日合併号の連載コラムにて「実際に観た内容は存外にストレートで、奇を衒ったところもない佳作だった」とし、「事件がひろげた波紋と影響の巨大さを考えれば、多くの人びとが━まして芸術や表現に関わる者たちが想像力を羽ばたかせ、それぞれが多様な意味を付与して表現に挑むのは至極自然で当然の営為」と評価した。